# Brie-sous-Matha
 Brie-sous-Matha  es una población y comuna francesa, situada en la región de Poitou-Charentes, departamento de Charente Marítimo, en el distrito de Saint-Jean-d'Angély y cantón de Matha.

## Demografía
| 269 | 229 | 209 | 197 | 178 | 176 |
| Para los censos de 1962 a 1999 la población legal corresponde a la población sin duplicidades (Fuente: INSEE [Consultar]) |     |     |     |     |     |